# Ilzat Achmetov
Ilzat Toglokovitsj Achmetov (Russisch: Ильзат Тоглокович Ахметов; Bisjkek, 31 december 1997) is een Russisch-Kirgizisch voetballer die doorgaans speelt als middenvelder. In januari 2024 verruilde hij FK Krasnodar voor Zenit Sint-Petersburg. Achmetov maakte in 2019 zijn debuut in het Russisch voetbalelftal.

## Clubcarrière
Achmetov speelde in de jeugd van Alga Bisjkek in zijn geboorteland Kirgizië, maar hij verhuisde op elfjarige leeftijd met zijn ouders naar Rusland. Hier ging hij in de Konopljovacademie voetballen en in 2012 werd de middenvelder opgenomen in de jeugdopleiding van Roebin Kazan. Hier speelde hij twee jaar voor hij op 20 oktober 2014 zijn professionele debuut maakte, in de eigen Kazan Arena tegen Mordovia Saransk. Roebin Kazan won door doelpunten van Igor Portnjagin, Maksim Kanoennikov, Gökdeniz Karadeniz (tweemaal) en Carlos Eduardo met 5–0. Achmetov moest van coach Rinat Biljaletdinov op de reservebank beginnen en hij mocht vier minuten voor tijd invallen voor Karadeniz.
In de zomer van 2018 liep de verbintenis van de Russische middenvelder bij Roebin Kazan af en hierop was hij een tijdje op proef bij Zenit Sint-Petersburg. De stage bij Zenit mondde niet uit in een contractaanbieding en een maand later verkaste Achmetov naar CSKA Moskou. In de Russische hoofdstad zette hij zijn handtekening onder een verbintenis voor de duur van vier seizoenen. Na deze vier seizoenen maakte de middenvelder de overstap naar FK Krasnodar. In januari 2024 verkaste Achmetov voor circa achthonderdvijftigduizend euro naar Zenit Sint-Petersburg.

## Clubstatistieken
| Seizoen | Club                  | Competitie   | Competitie | Competitie | Beker | Beker | Internationaal | Internationaal | Totaal | Totaal |
| Seizoen | Club                  | Competitie   | Wed.       | Dlp.       | Wed.  | Dlp.  | Wed.           | Dlp.           | Wed.   | Dlp.   |
| ------- | --------------------- | ------------ | ---------- | ---------- | ----- | ----- | -------------- | -------------- | ------ | ------ |
| 2014/15 | Roebin Kazan          | Premjer-Liga | 9          | 0          | 1     | 0     | —              | —              | 10     | 0      |
| 2015/16 | Roebin Kazan          | Premjer-Liga | 3          | 0          | 1     | 0     | 2              | 0              | 6      | 0      |
| 2016/17 | Roebin Kazan          | Premjer-Liga | 12         | 0          | 3     | 0     | —              | —              | 15     | 0      |
| 2017/18 | Roebin Kazan          | Premjer-Liga | 3          | 0          | 0     | 0     | —              | —              | 3      | 0      |
| 2018/19 | CSKA Moskou           | Premjer-Liga | 26         | 0          | 0     | 0     | 4              | 0              | 30     | 0      |
| 2019/20 | CSKA Moskou           | Premjer-Liga | 21         | 2          | 3     | 2     | 6              | 0              | 30     | 4      |
| 2020/21 | CSKA Moskou           | Premjer-Liga | 14         | 0          | 3     | 1     | 5              | 0              | 22     | 1      |
| 2021/22 | CSKA Moskou           | Premjer-Liga | 20         | 1          | 2     | 1     | —              | —              | 22     | 2      |
| 2022/23 | FK Krasnodar          | Premjer-Liga | 27         | 2          | 13    | 2     | —              | —              | 40     | 4      |
| 2023/24 | FK Krasnodar          | Premjer-Liga | 15         | 2          | 6     | 1     | —              | —              | 21     | 3      |
| 2023/24 | Zenit Sint-Petersburg | Premjer-Liga | 2          | 0          | 4     | 0     | —              | —              | 6      | 0      |
| 2024/25 | Zenit Sint-Petersburg | Premjer-Liga | 5          | 0          | 8     | 0     | —              | —              | 13     | 0      |
| Totaal  | Totaal                | Totaal       | 157        | 7          | 44    | 7     | 17             | 0              | 218    | 14     |

Bijgewerkt op 25 april 2025.

## Interlandcarrière
Achmetov maakte op 21 maart 2019 zijn debuut in het Russisch voetbalelftal, toen dat in een kwalificatiewedstrijd voor het EK 2020 met 3–1 verloor van België. Namens de Belgen scoorden Youri Tielemans en Eden Hazard (tweemaal) en de Rus Denis Tsjerysjev maakte het tegendoelpunt. Achmetov mocht van bondscoach Stanislav Tsjertsjesov in de basis starten en hij speelde het gehele duel mee. De andere debutant dit duel was Fjodor Tsjalov (eveneens CSKA Moskou).
| Interlands van Ilzat Achmetov voor Rusland | Interlands van Ilzat Achmetov voor Rusland | Interlands van Ilzat Achmetov voor Rusland | Interlands van Ilzat Achmetov voor Rusland | Interlands van Ilzat Achmetov voor Rusland | Interlands van Ilzat Achmetov voor Rusland |
| №                                          | Datum                                      | Wedstrijd                                  | Uitslag                                    | Competitie                                 | Goals                                      |
| Als speler bij CSKA Moskou                 | Als speler bij CSKA Moskou                 | Als speler bij CSKA Moskou                 | Als speler bij CSKA Moskou                 | Als speler bij CSKA Moskou                 | Als speler bij CSKA Moskou                 |
| ------------------------------------------ | ------------------------------------------ | ------------------------------------------ | ------------------------------------------ | ------------------------------------------ | ------------------------------------------ |
| 1                                          | 21 maart 2019                              | België – Rusland                           | 3 – 1                                      | EK 2020 kwalificatie                       |                                            |
| 2                                          | 24 maart 2019                              | Kazachstan – Rusland                       | 0 – 4                                      | EK 2020 kwalificatie                       |                                            |
| 3                                          | 11 juni 2019                               | Rusland – Cyprus                           | 1 – 0                                      | EK 2020 kwalificatie                       |                                            |
| 4                                          | 6 september 2019                           | Schotland – Rusland                        | 1 – 2                                      | EK 2020 kwalificatie                       |                                            |
| 5                                          | 9 september 2019                           | Rusland – Kazachstan                       | 1 – 0                                      | EK 2020 kwalificatie                       |                                            |
| 6                                          | 10 oktober 2019                            | Rusland – Schotland                        | 4 – 0                                      | EK 2020 kwalificatie                       |                                            |
| 7                                          | 13 oktober 2019                            | Cyprus – Rusland                           | 0 – 5                                      | EK 2020 kwalificatie                       |                                            |
| 8                                          | 24 maart 2021                              | Malta – Rusland                            | 1 – 3                                      | WK 2022 kwalificatie                       |                                            |

Bijgewerkt op 25 april 2025.